# Theodor Braeucker
Theodor Braeucker (* 1. April 1815 in Langenscheid in der Gemeinde Halver; † 3. Mai 1882 in Derschlag) war Lehrer, Heimatforscher und ein bedeutender Gummersbacher Käfer-, Mineralien-, Muschel-, Versteinerungen- und Blütensammler. Sein offizielles botanisches Autorenkürzel lautet „Braeucker“.

## Leben
Theodor Braeucker besuchte die Schule in Halver. 1829 begab er sich nach Köln und kehrte nach einem einjährigen Aufenthalt in der Domstadt nach Halver zurück. Dort betrieb er fortan Privatstudien in Mathematik, Physik und Musik. Mit großem Interesse widmete er sich der Kunst des Zeichnens. Pastor Pol holte den damals neunzehnjährigen, jungen Studius als Lehrer nach Hedfeld. 
Hier lebte und wohnte er drei Jahre im Haus des Pfarrers und schloss sich dem Pietisten an. Nach seiner praktischen Lehrtätigkeit in Hedfeld besuchte er das Lehrerseminar in Soest. Sein weiterer Weg führte Theodor Braeucker nach Marienborn bei Siegen. Hier wirkte er als Lehrer in der Zeit von 1838 bis 1845. In der zweiten Jahreshälfte des Jahres 1845 wurde Braeucker an die Fabrikschule in Derschlag berufen. Dort blieb er bis zu seinem Lebensende. Seine Emeritierung erfolgte im Jahr 1877. Als Gehalt zahlte man ihm über viele Jahre den kümmerlichen Betrag von 150 Talern pro Jahr.

## Werk
Er schloss sich mit drei Kollegen zusammen, um die Psychologie und Logik zu studieren. Er wurde ein Experte in der Erforschung der Pflanzen, der Mineralien und Versteinerungen seiner engeren und weiteren Heimat. In den Ferien durchwanderte er das Sauerland, das Siebengebirge, die Eifel, Westfalen und Belgien. Als er hier seinen Forschungsdrang erfüllt sah, wandte er sich der Botanik zu. Er untersuchte und beschrieb Rosengewächse (Rosa), Brombeeren (Rubi), Weiden (Salices), Knabenkräuter (Orchideen), Minzen (Menthen), Seggen (Carices) und kryptogamische Gefäßpflanzen (Farne, Schachtelhalme und Bärlappe). Siebzehn Jahre arbeitete er an der Erforschung dieser Gewächse, die er „mes enfants horribles“ – meine schrecklichen Kinder – nannte.
Die Naturwissenschaft betrachtet er als geistigen und wegen der damit verbundenen Exkursionen auch als körperlichen Ausgleich für seine Arbeit. 
Bei seinem Tod hinterließ er eine naturkundliche Sammlung, die ihresgleichen suchte. Sie umfasste 20 Arten ausgestopfter Säugetiere, 90 Arten Vögel, 100 oberbergische Schmetterlinge, 420 oberbergische Käfer, 335 Mineralien (2.600 Einzelexemplare), 340 Muschelarten (4.000 Exemplare), 1.000 Versteinerungen (20.000 Exemplare), 2.892 Arten und Formen blühender Pflanzen (Phanerogamen), 1.470 Arten und Formen blütenloser Pflanzen. Diese Sammlung wurde von dem Erben verkauft.
Theodor Braeucker eignete sich Kenntnisse der lateinischen und griechischen, der englischen und französischen Sprache an, um seine Recherchen auf ein wissenschaftliches Fundament zu stellen.

## Ehrungen
In Derschlag ist mit dem „Theodor-Braeucker-Platz“ eine Grünanlage mit Ruhebänken und einer Springbrunnen-Anlage nach ihm benannt. In der Anlage steht ein Theodor Braeucker gewidmetes Denkmal, welches von dem Derschlager Architekten Helmut Neukäter erbaut wurde.

## Schriften
Theodor Braeucker hinterließ an gedruckten Schriften unter anderem einen Gedichtband mit schlichten, empfindsamen Gedichten und Klängen aus dem Deutsch-Französischen Krieg sowie religiöse Dichtungen, erschienen im Verlag seines Sohnes Hugo Braeucker in Derschlag. Mehrere Manuskripte, darunter eine Geschichte des Oberbergischen Landes, eine Chronik von Derschlag, zu lesen in der Kreis- und Stadtbibliothek in Gummersbach sowie eine naturwissenschaftliche Schilderung des Flussgebietes der oberen Agger. Diese blieb ungedruckt. 
- Ein Verzeichnis devonischer Petrefactionen, die in neuerer Zeit im Kreis Gummersbach und Waldbröl aufgefunden worden sind, in: Verhandlungen des Naturhistorischen Vereins der Preußischen Rheinlande und Westfalens 17, 1860, 199–202.
- 292 deutsche, vorzugsweise rheinische Rubusarten und Formen, zum sicheren Erkennen ana-lytisch angeordnet und beschrieben, Berlin 1882.
- Deutschlands wilde Rosen, 150 Arten und Formen. Zum leichten Erkennen und Bestimmen angeordnet und beschrieben. Berlin 1882.
- „Gedenke mein!“ – Gedichte von Theodor Braeucker, Lehrer in Derschlag, Derschlag, Verlag Hugo Braeucker 1885.
- Derschlager Schulchronik von Theodor Braeucker (1815–1882), verwahrt in der Gummersbacher Kreis- und Stadtbücherei.